# Matt Biondi
Matthew Nicholas Biondi, conegut popularment com a Matt Biondi, (Moraga, Estats Units 1965) és un nedador estatunidenc, ja retirat, guanyador d'onze medalles olímpiques.

## Biografia
Va néixer el 8 d'octubre de 1965 a la ciutat de Moraga, població situada a l'estat de Califòrnia.

## Carrera esportiva

### Inicis
Va començar a nedar als 5 anys, si bé als 18 anys va fer un sensacional temps de 50.23 segons en els 100 metres lliures, la qual cosa el va situar en l'elit mundial. Va obtenir una beca per a la Universitat de Califòrnia, on fou membre dels equips de natació i waterpolo, esports que va compaginar força temps. En waterpolo va guanyar el Campionat Universitari dels Estats Units (NCAA) el 1983, 1984 i 1987 i fou considerat un dels millors jugadors nord-americans.
Amb 19 anys, el va participar en els Jocs Olímpics d'Estiu de 1984 realitzats a Los Angeles (Estats Units), on va aconseguir guanyar la medalla d'or en la prova de relleus 4x100 metres lliures, establint un rècord mundial.
El 1985 aconseguí batre el primer dels seus rècords mundials, els dels 100 metres lliures. Així en una competició a Mission Viejo aconseguí rebaixar-lo, el mateix dia, en dues ocasions: 49.24 i 48.95 segons. Aquell mateix any aconseguí brillar en els Campionats de Natació Pan Pacific realitzats a Tòquio (Japó), on va aconseguir set medalles, cinc d'elles d'or.

### Consagració
En el Campionat del Món de natació realitzat el 1986 a Madrid (Espanya) aconseguí consagrar-se a nivell internacional en aconseguir guanyar set medalles, tres d'or en els 100 metres lliures, relleus 4x10 metres lliures i relleus 4x100 metres estils. Aquell mateix any aconseguí batre per tercera vegada el rècord del món dels 100 metres lliures, establint-lo en 48.74 segons.
El 1988 aconseguí rebaixar el rècord d'aquesta distància novament, establint-lo en 48.42 segons, una marca que fou vigent fins al 1994. En els Jocs Olímpics d'Estiu de 1988 celebrats a Seül (Corea del Sud) estava destinat a ser la gran figura del moment i anuncià el propòsit d'aconseguir igualar la gesta de Mark Spitz, guanyador de set medalles olímpiques d'or en uns mateixos Jocs. Finalment Biondi aconseguí guanyar la medalla d'or en cinc proves: 50 i 100 metres lliures, relleus 4x100 i 4x200 metres lliures i relleus 4x100 metres estils, sent derrotat en els 200 metres lliures (on guanyà la medalla de bronze) i els 100 metres papallona (on guanyà la medalla de plata pel darrere d'Anthony Nesty). Amb tot aconseguí rebaixar els rècords mundials en les proves dels 50 m. lliures i dels tres relleus en els quals participà.
A partir d'aquell moment Biondi relaxà la seva competició, i en el Campionat del Món de natació de 1991 realitzat a Perth (Austràlia) únicament aconseguí guanyar la medalla d'or en els 100 metres lliures, a més dels relleus 4x100 m. lliures i 4x10 m. estils, si bé en els Campionats de Natació Pan Pacífic aconseguí guanyar cinc medalles.
Fou escollit millor nedador de l'any per la revista Swimming World Magazine els anys 1986 i 1988, així com nedador americà de l'any les edicions de 1985, 1986 i 1988.

### Fi del seu regnat
En els Jocs Olímpics d'Estiu de 1992 celebrats a Barcelona (Catalunya), una competició en la qual li costà classificar-se, aconseguí guanyar tres medalles: la medalla d'or en les proves de relleus 4x100 metres lliures i 4x100 metres estils així com una medalla de plata en la prova dels 50 metres lliures, sent derrotat per la nova estrella Aleksandr Popov. En la seva prova preferida, els 100 metres lliures, només aconseguí finalitzar en cinquena posició.
Després d'aquesta competició, i amb 26 anys, decidí retirar-se de la competició.